# Marco Girolamo Vida
Marco Girolamo Vida (Cremona, 1485 – Alba, 27 settembre 1566) è stato un umanista, poeta e vescovo cattolico italiano.

## Biografia
Al fonte battesimale gli venne imposto il nome Marco Antonio che cambierà in Marco Girolamo nel 1510 quando prese i voti definitivi. I suoi genitori si chiamavano Guglielmo Vida e Leona Oscasale, appartenenti entrambi a famiglie patrizie di Cremona, sebbene di modeste condizioni economiche. Ricevette un'ottima educazione, alla scuola del famoso umanista cremonese Nicolò Lucari. Dietro consiglio del maestro fu mandato, per proseguire gli studi, a Mantova, dove era fiorente la scuola fondata nel 1425 da Vittorino da Feltre. A Mantova frequentò le lezioni dell'umanista Francesco Vigilio (1446-1534), il quale insegnava latino con una particolare predilezione per Virgilio. Sempre a Mantova, Vida entrò nell'ordine dei Canonici regolari.
Nel 1505 tornò a Cremona, dove si dedicò agli studi di teologia e filosofia e, con l'aiuto del vescovo di Cremona Ascanio Maria Sforza, ottenne alcune prepositure che gli permisero di dedicarsi anche alla poesia in lingua latina. Risalgono a questo periodo, fra l'altro, le redazioni di due poemetti didascalici in lingua latina, ciascuno in due libri: sul gioco degli scacchi, Scacchia ludus, e sul baco da seta, De bombyce. Di Scacchia ludus si contano 62 edizioni in latino e almeno 73 traduzioni in varie lingue. Vida fu inoltre il primo ad aver cantato, in un carme in latino, la disfida di Barletta.
Attorno al 1510 si recò nella Roma di Giulio II, per proseguire gli studi. Grazie alla protezione del cardinale Oliviero Carafa poté avere i primi contatti con numerosi intellettuali e artisti, i quali si riunivano in cenacoli, e si fece apprezzare come poeta. Per suggerimento di Leone X verso il 1518 iniziò un poema in esametri latini sulla vita di Cristo, Christias, primo esempio di poema epico religioso. Il poema venne portato a termine attorno al 1530, con dedica a Clemente VII, e pubblicato nel 1535. Christias, poema in cui è evidente il modello virgiliano, costituì, con il De partu Virginis di Jacopo Sannazaro, il modello di poema religioso controriformistico. La vita di Gesù, dalla nascita alla Crocifissione, è cantata in sei libri in uno stile che esercitò una notevole influenza anche su Torquato Tasso. L'opera di Vida che fu letta e studiata più a lungo, è la Poetica, un trattato in esametri composto fra il 1517 e il 1520 in cui si suggeriscono norme e precetti per la composizione poetica fondati sul principio dell'imitazione dei modelli classici latini di Orazio, Cicerone e Quintiliano.
Il 7 febbraio 1533 Marco Girolamo ricevette la nomina a vescovo di Alba. Si recò ad Alba soltanto nel 1535; ma da allora si dedicò interamente alla propria missione pastorale. Partecipò al Concilio di Trento, dove si recò nel 1545 ospite del cardinale Cristoforo Madruzzo. Negli ultimi anni della vita fu solerte collaboratore di Carlo Borromeo. Frutto della sua esperienza pastorale sono le Synodales constitutiones,, testimonianza peraltro del suo buon senso. Nel 1548 difese, davanti al senato di Milano, Cremona in una controversia con Pavia riguardo al diritto di precedenza nelle cerimonie di corte; la difesa scritta costituisce le Cremonensium Orationes III di chiara influenza ciceroniana.

## Opere

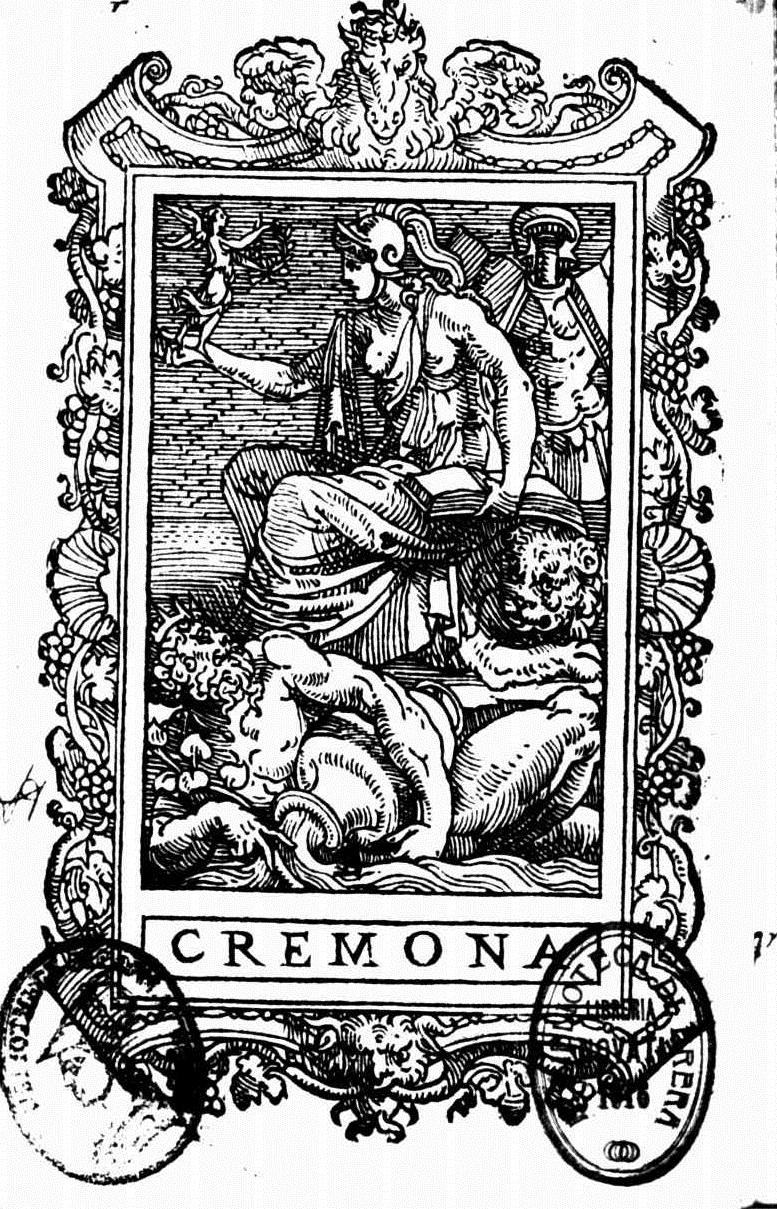
Cremonensium orationes III, frontespizio, 1550

- A San Lorenzo martire, di Marco Gerolamo Vida; versione dell'abb. Jacopo Bernardi, Genova, Tip. del R. I. de' sordo-muti, 1862.
- A San Pietro, Pinerolo, Giuseppe Chiantore tipografo, 1867.
- Arte poetica, libri tre di Marco Girolamo Vida; tradotta dal professore Giovanni Pirani, Cesena, Tipografia G.C. Biasini, 1864.
- Battaglia de' scacchi di monsig. Vida, ridotta in ottaua rima da Girolamo Zanucchi da Conegliano ..., In Treuigi, presso Angelo Mazzolini, 1589.
- Cinque lettere di Marco Girolamo Vida pubblicate da Ferdinando Gabotto per le nozze Cipolla-Vittone, Pinerolo, Tipografia sociale, 1890.
- (LA) Cremonensium orationes III, Cremona, Giovanni Muzio & Bernardino Locheta, 1550.
- Dei bachi da seta. Poema di Marco Girolamo Vida alla marchesa Isabella d'Este tradotto in verso sciolto da Marco Sandi fra gli Arcadi di Roma Lastene Calcidico ... e pubblicat in onore delle faustissime nozze della nobil donna Giustina da Mosto col signor Giuseppe Castagna Bernardi, Venezia, dalla tipografia di Alvisopoli, 1815.
- Della cristiade. Libro 1.,di Girolamo Vida vescovo d'Alba; recato in versi italiani da Giuseppe Wcovich Lazzari paroco, Venezia, Andreola, 1840.
- Epicedion in funere reuerendi domini domini Oliuerii Caraphaae Neapolitani cardinalis episcopi Hostiensis, (Absolutus Romae, in sacris aedibus Pacis nostrae, decimo kalendas Februarias, 1511).
- Frammento di un poemetto inedito che ha per titolo Marci Hieronymi Vidae 13. pugilum certamen con osservazioni, Milano, presso Francesco Fusi editore de' Classici Italiani, 1818.
- Il bombyx di M. G. Vida,Michele Manfredi, Cerignola, Scienza e diletto, 1912.
- I bachi da seta poema latino di Marco Girolamo Vida cremonese vescovo d'Alba tradotto in verso italiano da Contardo Barbieri ..., In Cremona, per Lorenzo Manini regio stampatore, 1792.
- Il gioco degli scacchi poema latino di Marco Girolamo Vida cremonese vescovo d'Alba tradotto in verso italiano da Contardo Barbieri modenese ..., In Modena, per gli eredi di Bartolomeo Soliani stampatori ducali, 1791.
- Inni cinque, di monsignor Girolamo Vida; volgarizzati da Pietro Vigorelli, Cremona; tipografia Fezzi alias Ottolini, 1857.
- Inni di Girolamo Vida ai santi Lorenzo e Cassiano martiri,volgarizzati dall'ab. Jacopo Bernardi, Alba, Sansoldi, 1867.
- Inno alla Gran Vergine Madre, Versione in isciolti italiani del prof. Domenico Fogliardi, Città di Castello, Tip. Dello Stab. S. Lapi, 1888.
- Inno alla pace di M. Girolamo Vida tradotto dal C. A. M. P, Padova, tipografia Bettoni, 1814.
- La Cristiade,di Marco Girolamo Vida da Cremona vescovo di Alba; trasportata dal verso latino all'italiano da Tommaso Perrone sacerdote secolare da Lecce . Con argomento ad ogni libro e annotazioni messevi per chiarezza e ornamento di alcuni luoghi . Aggiuntavi anche nel fin di essa la traduzione di due altri poemi dello stesso autore; De'bachi, e Del giuoco degli scacchi, In Napoli, nella stamperia di Gennaro Muzio, 1733.
- La disfida dei 13 campioni,frammento d'un poemetto inedito di M. Girolamo Vida; tradotto in versi sciolti italiani con cenni biografici, cenni storici e note da Pietro Castiglioni, Pavia, Bizzoni, 1845.
- La poetica di Girolamo Vida,tradotta da Baldassarre Romano, Palermo, dalla tipografia di Filippo Solli, 1832.
- La scaccheida o sia Il giuoco degli scacchi, poema latino; volgarizzato in ottava rima dal sig. Gianfranco Masdeu, Venezia, presso A. Zatta, 1774.
- L'arte poetica,Marco Girolamo Vida; introduzione, testo, traduzione e note a cura di Raffaele Girardi, Bari, Adriatica Editrice, 1982.
- L'inno su l'eucaristia, tradotto da Romualdo Sassi in esametri volgari, Fabriano, Tip. Gentile, 1933.
- M. H. Vidae Christias,edidit Aug. Hubner, Nissae, J. A. Muller, 1849.
- M. Hier. Vidae ... Dialogi de rei publicae dignitate, (Cremonae, in Ciuitatis Palatio apud Vincentium Contem, 1556.
- M. Hieronimi Vidae ... Opera, quae quidem extant, omnia. Nempe, Christiados, hoc est, de Christi uita, gestis, ac morte, libri 6. De poetica, lib. 3. De bombycum cura ac usu, lib. 2. De scacchorum ludo, lib. 1. Item, eiusdem Hymni, odae, bucolica, una cum alijs. Accesserunt ... indices ... additi, Basileae, per Balthasarem Lasium & Thomam Platterum, 1537).
- M. Hieronymi Vidae ... Opera, quae quidem extant, omnia: nempe, Christiados, hoc est, de Christi vita, gestis, ac morte, libri 6. De poetica, lib. 3. De Bombycum cura, ac vsu, lib. 2. De scacchorum ludo, lib. 1. Item, eiusdem Hymni, odae, bucolica, vna cum alijs. Accesserunt ... Indices ... additi, Melchiorre Sessa! (Venetijs, per Melchiorem Sessam, 1538.
- M. Hieronymi Vidae Cremonensis De arte poetica libri tres, Parisijs, ex officina Roberti Stephani e regione Scholae decretorum, 1527).
- M. Hieronymi Vidae Cremonensis, Albae Episcopi ... Presbytero Bartholomaeo Botta, canonico papiensi interprete, Ticinii, apud Hieronymum Bartolum, 1569.
- M. Hieronymi Vidae Cremonensis, Albae episcopi Christias, presbytero Bartholomaeo Botta, canonico Papiensi interprete, Ticini, apud Hieronymum Bartolum, 1569.
- Marci Hieronymi Vidae Cremonensis, Albae episcopi, hymnus de Maria Virgine, Firmi, Bacher, 1865.
- Marci Hieronymi Vidae Cremonensis, Albae episcopi, Opera. Quorum catalogum sequens pagella continet, Lugduni, apud Seb. Gryphium, 1541.
- Orazione inedita del vescovo d'Alba mons Girolamo Vida, recitata nel primo Concilio provinciale di Milano, presente s. Carlo Borromeo,pubblicata con proemio e note da Don Lorenzo Giampaoli in occasione del giorno onomastico di mons. Francesco Giampaolo, Ferrara, Tip. Economica, 1890.
- La poetica libri tre,di monsignor Girolamo Vida cremonese; in sciolto italiano recata dal cremonese trad. del dott. Giovanni Chiosi, Cremona, Feraboli, 1833.